# Hjørringkredsen
Hjørringkredsen er en opstillingskreds i Nordjyllands Storkreds. Fra 1849 til 1919 var kredsen en valgkreds. I 1920-1970 var kredsen en opstillingskreds i Hjørring Amtskreds. I 1971-2006 var kredsen en opstillingskreds i Nordjyllands Amtskreds.
I 2007 fik kredsen tilført den tidligere Løkken-Vrå Kommune fra den nedlagte Fjerritslevkreds. Herefter består kredsen af den nye Hjørring Kommune.

## Før 2007
Den 8. februar 2005 var der 43.848 stemmeberettigede vælgere i kredsen.
Kredsen omfattede flg. kommuner og valgsteder:
1. Hirtshals Kommune
  1. Asdal
  2. Bindslev
  3. Hirtshals
  4. Horne
  5. Sørig
  6. Tornby
  7. Tversted
  8. Uggerby
  9. Vidstrup
2. Hjørring Kommune
  1. Bjergby-Mygdal
  2. Hjørring – Centrum
  3. Hjørring – Nord
  4. Hjørring – Syd
  5. Hjørring – Vest
  6. Hjørring – Øst
  7. Skallerup
  8. Taars
  9. Vrejlev-Hæstrup
3. Sindal Kommune
  1. Astrup
  2. Hørmested
  3. Lendum
  4. Mosbjerg
  5. Sindal
  6. Tolne
  7. Ugilt

## Folketingskandidater pr. 23/12-2016
| Liste | Parti                       | Kandidat           | Bemærk |
| ----- | --------------------------- | ------------------ | ------ |
| A     | Socialdemokratiet           | Rasmus Prehn       |        |
| B     | Radikale Venstre            | Marianne Jelved    |        |
| C     | Det Konservative Folkeparti |                    |        |
| D     | Nye Borgerlige              | Frode Larsen       |        |
| F     | Socialistisk Folkeparti     | Karl Bornhøft      |        |
| I     | Liberal Alliance            |                    |        |
| O     | Dansk Folkeparti            | Erik Høgh-Sørensen |        |
| V     | Venstre                     | Karsten Lauritzen  |        |
| Ø     | Enhedslisten                | Peder Hvelplund    |        |
| Å     | Alternativet                |                    |        |